# Alexandra Rapaport

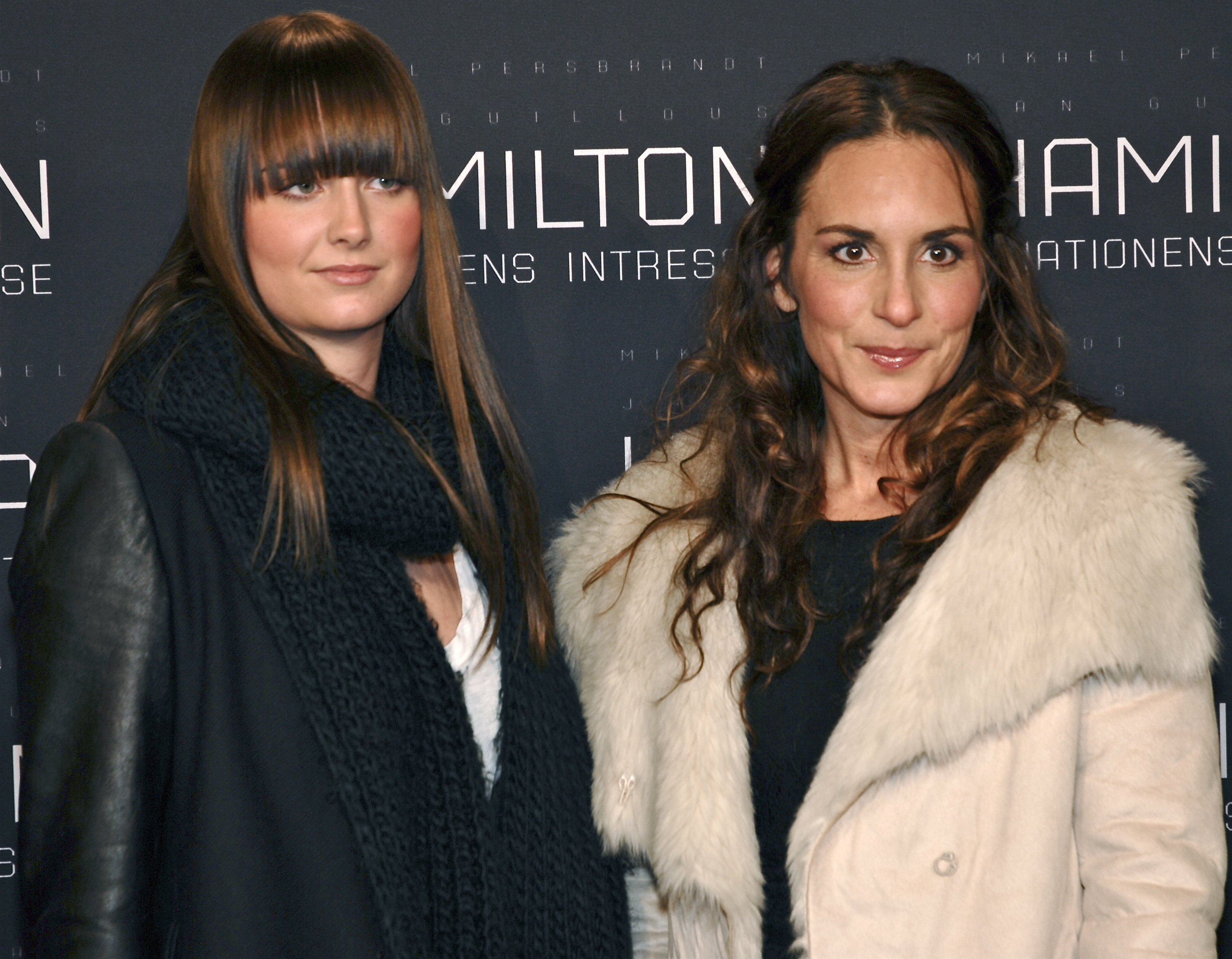
Rapaport ze swoją siostrą

Alexandra Rapaport (ur. 26 grudnia 1971 w Brommie, dzielnicy Sztokholmu) – szwedzka aktorka filmowa i teatralna. Studiowała na szwedzkiej akademii aktorskiej Teaterhögskolan i Stockholm, którą ukończyła w 1997.
Jej rodzice pochodzą z Polski, jej ojciec będący polskim Żydem wyemigrował do Szwecji podczas II wojny światowej. Jej bratanicą była narciarka Matilda Rapaport-Hargin.

## Filmografia (wybrane tytuły)
- Ellinors bröllop (1995)
- Tsatsiki: mama i policjant (oryg. Tsatsiki, morsan och polisen) (1998)
- Livvakterna (2000)
- Hem ljuva hem (2000)
- Känd från TV (2001)
- Om inte (2001)
- Polowanie (oryg. Jagten) (2012) jako Nadja